# Baudilio Palma
Pour les articles homonymes, voir Palma (homonymie).
Baudilio Palma, né en 1874, à Santa Catarina Mita (Département de Jutiapa, Guatemala) et porté disparu le 17 décembre 1930,, est un homme politique guatémaltèque, présidence de la république du Guatemala par intérim à la suite de l'accident vasculaire cérébral du président Lázaro Chacón González entre le 13 et 17 décembre 1930. Son mandat prend fin avec le coup d'État mené par le général Manuel María Orellana Contreras et est porté disparu à ce moment, peut-être tué lors d'un combat dans le palais présidentiel.
Certains auteurs prétendent qu'il part en exil au Salvador où il serait mort le 19 juin 1944[réf. nécessaire].

## Biographie
Né dans le petit village de Santa Catarina Mita dans le département de Jutiapa, il sort diplômé de l'école secondaire à Guatemala et de l'Escuela Normal para Varones, une institution liée à l'école Centrale nationale pour garçons. Après avoir obtenu un diplôme en enseignement, il entame des études en droit en 1894 au Collège de droit de l'université nationale qu'il complète en 1897.
Il pratique le droit à Jalapa et à Zacapa. Sur place, il défend des causes qui irritent le président José María Reina Barrios qui l'envoie en prison pour deux mois. Après sa libération, il travaille avec les candidats de l'opposition, mais ne parvient pas à empêcher le président Reina Barrios de prolonger son mandat. Après l'assassinat de Reina Barrios par Edgar Zollinger (es), il retourne à la pratique du droit. Ceci l'amène à prendre la défense de son frère, Abraham, contre des membres du personnels du président Manuel Estrada Cabrera en 1906 et le contraint à l'exil.
S'établissant à San Pedro Sula au Honduras, il demeure sur place pendant quatorze ans avant de revenir au Guatemala lors des évènements de la semaine tragique en avril 1920. Durant les brèves présidence de Carlos Herrera y Luna et José María Orellana, il continue à travailler à ses affaires personnelles, mais lorsque Lázaro Chacón, l'ami de Palma, se présente à l'élection présidentielle de 1926, celui-ci lui demande de se joindre à son cabinet à titre de secrétaire au Finances.

## Présidence

### Arrivée au pouvoir
En plus de ses fonctions de secrétaire aux Finances, Palma est également second vice-président en cas d'incapacité de Lázaro Chacón d'exercer ses fonctions. Lorsque Chacón est victime d'un accident vasculaire cérébral, il est supposément nommé par l'ensemble du cabinet comme président intérimaire et ce, malgré le fait qu'il ne soit pas le premier vice-président en titre. Selon l'ordre hiérarchique officiel, le général Mauro de León aurait dû remplacer le président, mais aurait préféré se désister en faveur de Palma.

### Coup d'État
Le passage de Palma à l'intérim de la présidence est de courte durée, car un putsch mené par le général Orellana Contreras et Luis Leonardo force Palma à la démission après une courte bataille dans le palais présidentiel. Durant le combat qui dure moins d'une heure, Mauro de León est tué. À ce moment, le parti libéral place le général Roderico Anzueto Valencia au poste stratégique de chef de police.
Arrivée au pouvoir, Orellana Contreras réforme le cabinet et travaille à la reconstruction des bases militaires guatémaltèques. Malgré la présence de nombreux intérêts américains au Guatemala et en particulier ceux de la United Fruit Company, le secrétaire d'État Henry Lewis Stimson décrit Orellana comme un président inconstitutionnel et exige son remplacement. Devant cette évidence, Orenalla démissionne le 29 décembre. Stimson avait alors envoyé l'ambassadeur Sheltom Whitehouse indiquer à Orenalla Contreras que son gouvernement n'était pas disposé à travailler avec lui. Whitehouse presse alors le Congrès du Guatemala à pousser Orenalla Contreras à la démission. Profitant alors du peu d'expérience politique d'Orenalla, le gouvernement américain s'assurait de mettre en place un président en capacité d'assurer une stabilité du régime au Guatemala.